# Ortorèxia

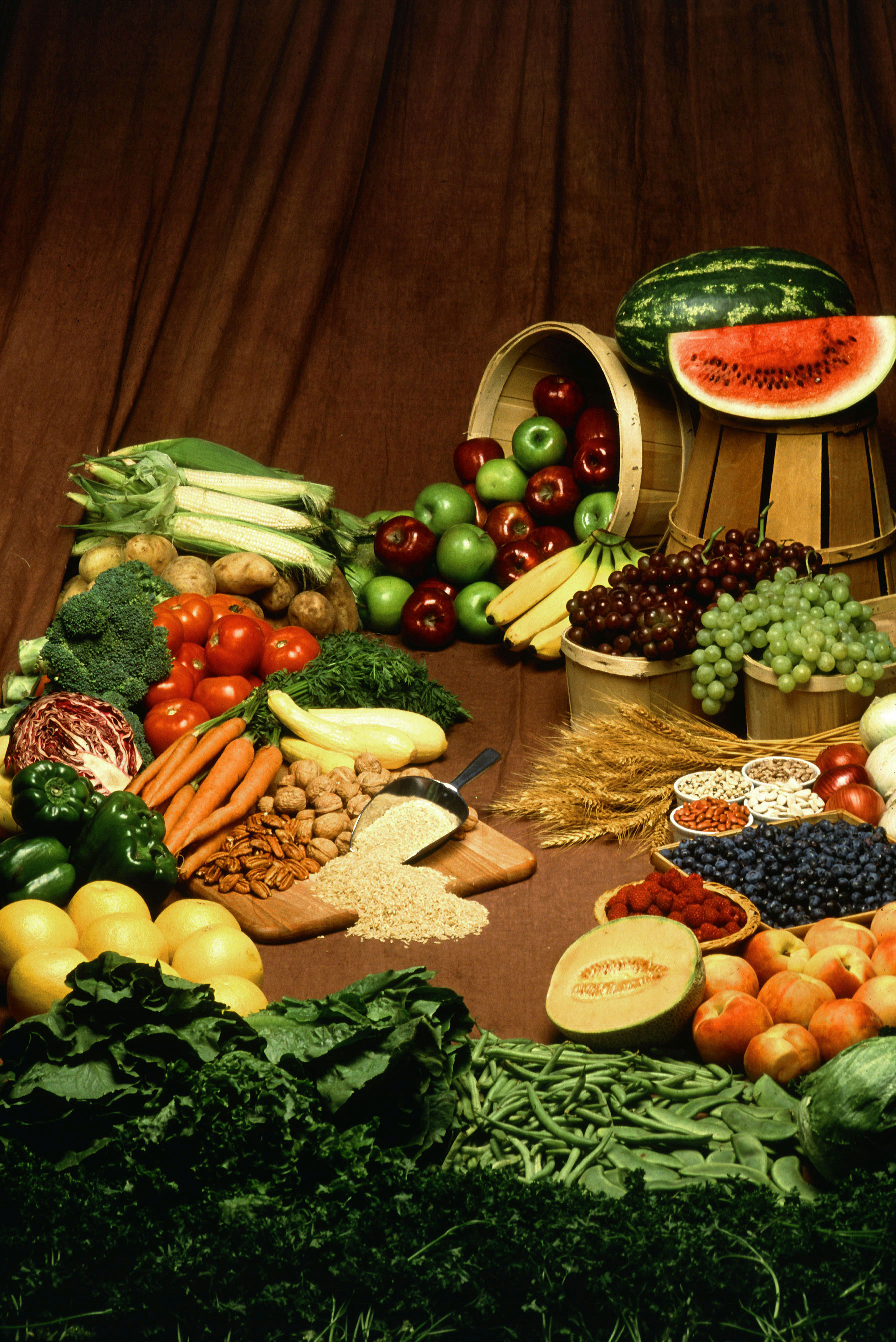
Els ortorèxics sempre busquen hortalisses, verdures i fruites d'origen ecològic.

L'ortorèxia o ortorèxia nerviosa és un terme creat pel metge estatunidenc Steven Bratman. El terme defineix el que és un Trastorn de Comportament Alimentari (TCA) enfocat en una preocupació extrema per la salut centrada a menjar el més sa possible. A diferència d'altres trastorns alimentaris no se centra en les quantitats dels aliments sinó en la qualitat.
Bratman descrigué el trastorn per primer cop l'any 1997. Descriu la malaltia com una obsessió perjudicial per a la salut, com ho pot ser un trastorn obsessiu-compulsiu, amb el que el malalt considera una alimentació saludable. L'ortorèxic pot evitar certs aliments, com per exemple els que contenen greixos, preservants, certs conservants, productes d'origen animal. No obstant això pot tenir una mala alimentació. Bratman afirma que la desnutrició és comú entre els seguidors de les dietes de menjar saludable. Cal no confondre l'ortorèxia amb la vigorèxia.

## Etimologia
La paraula està creada per l'adjunció del formant d'origen grec orto- ‘correcte, adequat a la norma’ a la paraula orèxia, també d'origen grec, recollida en el diccionari normatiu amb el sentit de ‘gana, desig de menjar’. En la formació del terme s'ha buscat un paral·lelisme amb la forma més coneguda anorèxia, que significa ‘pèrdua o disminució de la gana’. El mot té un ús general en contextos especialitzats, i es documenta també paral·lelament en altres llengües.

## Símptomes de la malaltia
Els símptomes i les conseqüències de l'ortorèxia nerviosa poden incloure obsessió per l'alimentació saludable, desnutrició i mort per inanició. Les persones que pateixen aquest trastorn tenen diferents idees sobre els aliments.
- Preocupació exagerada per l'origen dels aliments i quins són els seus components.
- Es preocupa més per la qualitat dels aliments que pel plaer de menjar-los.
- Culpabilitat per consumir productes que no estan dins les seves normes dietètiques.
- Rebuig als menjars socials: dinars familiars, dinars d'empresa, menjar amb amics, per por a quins aliments els seran servits i que temen no seguiran les seves pautes alimentàries.
- Parlar contínuament del menjar, rebutjant i malparlant dels productes alimentaris habituals i defensant els productes d'origen ecològic.
- Intentar convèncer la gent del seu voltant dels avantatges de la seva rutina dietètica. Pot recomanar llibres de cuina ecològica, amb receptes per cuinar adequadament el menjar, ensenyar pamflets o propaganda de botigues de menjar ecològic, etc.
- Cuinar els aliments de formes específiques que se surten de la norma, amb gran cura i precisió. La forma de tallar l'aliment també pot ser tot un ritual perquè el menjar no perdi les seves propietats així com quant de temps s'ha de cuinar. També poden utilitzar estris de cuina determinats: només fusta, només ceràmica, només acer, etc. sempre de forma obsessiva sense tolerar alternatives. En casos severs, l'ortorèxic pot consumir només aliments crus.
- Els productes que contenen preservants poden considerar-los perillosos.
- Els aliments produïts industrialment els cataloguen com artificials.
- Els productes biològics produïts sense pesticides, estabilitzants, conservants, potenciadors de sabor, etc. són considerats saludables. Busquen i consumeixen aliments específicament d'origen ecològic, rebutjant qualsevol altre tipus d'aliment. Tot allò que consumeixen, des de fruita, verdures, llet, pa, etc. tot ha de ser d'origen ecològic garantit.
- Poden ser consumidors obsessius de suplements vitamínics, minerals i d'oligoelements.
- També solen consumir productes dietètics d'origen natural o ecològic.
- La gran majoria de fàrmacs els consideren impurs.

## Tipus d'ortorèxics i perfil social del malalt
Es poden trobar tres tipus:
- Crudívors: només s'alimenten de menjar cru i s'asseguren que aquest són lliures de pesticides, conservants, herbicides, etc.

- Frutívors: només mengen bàsicament fruita i verdures. Alguns d'ells també poden ser crudívors.

- Aquells que només consumeixen productes d'origen ecològic.

El trastorn és més comú en homes i en persones que tenen un nivell educatiu alt. Així també solen tenir un alt poder adquisitiu. Els productes ecológics o els aliments que reuneixen els requisits que ells anhelen normalment tenen un preu de mercat molt més alt que els aliments corrents. També gasten en recórrer molts quilòmetres anant a comerços on serveixen els aliments i productes que els interessen.
S'han donat casos d'antics malalts d'anorèxia i/o bulímia han passat a tenir el trastorn de l'ortorèxia.
Ja sigui per buscar una cura per a una malaltia específica o simplement excedint-se en la seva preocupació per dur una alimentació saludable, els ortorèxics desenvolupen les seves pròpies regles alimentàries, que tal com altres trastorns alimentaris, solen ser molt dures i requerixen una gran disciplina i força de voluntat. L'ortorèxic sol seguir dietes depuratives, on neteja el cos de toxines i impureses, sempre consumint aliments que ell considera segurs. Són freqüents les "dietes de dejuni": un dia a la setmana per exemple, poden no menjar res per així depurar el cos de toxines i altres impureses. Creuen que fent dejuni ajuden al cos a netejar-se.
Trencar les normes els pot produir sentiments de culpabilitat i poden fins i tot sentir-se corropunts pel menjar. Creuen haver consumit toxines i altres productes químics altament perjudicials per la seva salut. Tot depenent en quin grau pot estar el trastorn poden fins i tot negar-se a menjar fora de casa per tal de no haver de consumir productes que ells consideren impurs. Si es veuen forçats a menjar allò que rebutjen, poden després autocastigar-se amb dejunis o severes dietes depuratives. Les persones que pateixen ortorèxia acaben per centrar-se quasi exclusivament en el que mengen. El menjar és el centre dels seus pensaments i de la seva vida.
Un ortorèxic és capaç d'anar a comprar a establiments molt llunyants de casa seva, fins i tot a quilòmetres només per estar segur que compra els aliments que ell creu que compleixen la seva norma dietètica. Per regla general controlen bé la ubicació de tots aquells establiments que ells consideren de confiança. També solen gastar grans quantitats de diners en aquests aliments ecològics. Els aliments amb aquest origen per norma són de mitjana el doble de cars que el menjar comú. També poden gastar molts diners en suplements vitamínics i dietètics.

## Conseqüències en la salut
Tot i aquesta cura amb l'alimentació poden presentar un quadre de desequilibri nutricional. En casos extrems la desnutrició és severa i requereix assistència hospitalària perquè pot conduir a la mort. Un ortorèxic pot patir anèmia, cansament, pèrdua de massa òssia i més predisposició a patir infeccions. Aquest últim símptoma és molt comú en els ortorèxics crudívors. El dany psicològic és també important, ja que el trastorn s'apodera de la vida del malalt fent que el seu dia a dia sigui difícil per la constant obsessió pel menjar (cercar-lo, preparar-lo meticulosament, etc.) i per la culpabilitat de saltar-se el seu règim alimentari. Un ortorèxic pot privar-se de rebre aliment si allò que se li ofereix no compleix les seves estrictes normes dietètiques.

### Curació
Com qualsevol altre trastorn alimentari, l'ortorèxia requereix intervenció mèdica, sigui per part de psiquiatre o de psicòleg. Amb teràpia i medicació es pot arribar a controlar i fins i tot superar l'ortorèxia. Però sempre amb molta dificultat. Tot i els signes de la malaltia descrits, pot ser difícil detectar un ortorèxic. Aparentment pot no presentar signes externs de patir cap trastorn, com és el cas dels anorèxics amb la pèrdua de pes. Exceptuant els casos severíssims on el malalt presenta desnutrició que es pot veure a cop d'ull i es confirma mitjançant les anàlisis clíniques corresponents. El tractament i la teràpia és difícil per l'ortorèxic, ja que està convençut que no pateix cap trastorn: no vomita el menjar, ni té crisis de menjar compulsivament. Ell menja el millor que un ésser humà pot consumir i creu sincerament que la seva dieta és el paradigma de la salut. Pot haver-hi dificultats per a convèncer-los de medicar-se, ja que ells la majoria de medicaments els consideren impurs. Tot i les dificultats sempre és recomanable seguir teràpia per superar el trastorn.